# Pirámide hexagonal
En geometría, una pirámide hexagonal (o también pirámide exagonal) es un tipo de pirámide con una base hexagonal sobre la que se levantan seis caras con forma de triángulos isósceles que se unen en un punto (el vértice o ápice). Como cualquier pirámide, es auto-dual.
Una pirámide hexagonal recta con una base hexagonal regular tiene simetría C6v.
Una pirámide regular recta es aquella que tiene como base hexagonal y cuyo vértice está en el centro de la base y cualquier otro vértice forman un triángulo rectángulo. r

## Poliedros relacionados
| Pirámides | Pirámides  | Pirámides  | Pirámides  | Pirámides | Pirámides  | Pirámides | Pirámides | Pirámides    |
| Digonal A | Triangular | Cuadrada   | Pentagonal | Hexagonal | Heptagonal | Octogonal | Eneagonal | Decagonal... |
| Impropia  | Regular    | Equilátera | Equilátera | Isósceles | Isósceles  | Isósceles | Isósceles | Isósceles    |
| --------- | ---------- | ---------- | ---------- | --------- | ---------- | --------- | --------- | ------------ |
|           |            |            |            |           |            |           |           |              |
|           |            |            |            |           |            |           |           |              |